# 孙法宗
孙法宗，一名宗之，吴兴（今江苏省常州市）人，南朝宋隐士。
父亲随孙恩入海遇害，尸骨不收，母亲兄长都被饿死。孙法宗年幼，流浪至十六岁方得还家。单身勤苦劳作，冒霜而行，草中住宿，营办棺椁，造立冢墓，葬送母兄，节俭有礼。因不知父尸何在，入海寻求。听到滴血入骨认亲的说法，于是操刀沿海见枯骨就刻肉灌血，如此十余年，胳膊没有完好的皮肤，血脉枯竭，还是没有找到。于是终身穿着衰绖的孝服，常居住在墓所，山禽野兽，都被他驯服了。每每麇鹿触网，他去放走，给猎人赔偿钱物。相传忽然头上长创，夜里有女人说是天使相谢，长创本改不涉及善人，可以用牛粪煮后敷上就好。他一敷就好，又治好了当地长创的人。他终身不娶，馈赠不受。宋孝武帝初年，扬州征辟为文学从事，没有赴任，后来去世。